# Antibiotiska egenskaper hos nanopartiklar
Nanopartiklar har studerats omfattande för sina antimikrobiella egenskaper för att bekämpa multiresistenta bakterier. Särskilda egenskaper gör nanopartiklar till starka kandidater som antibiotikaläkemedelsalternativ. För det första har de ett högt förhållande mellan yta och volym, vilket ökar kontaktytan med målorganismer. För det andra kan de syntetiseras från polymerer, lipider och metaller. För det tredje tillåter en mängd kemiska strukturer, såsom fullerener och metalloxider, många kemiska funktioner.
Nyckeln till nanopartiklars effektivitet mot antibiotikaresistenta bakterier ligger i deras storlek. På nanoskalan kan partiklar bete sig som molekyler när de interagerar med en cell vilket gör att de enkelt kan penetrera cellmembranet och störa vitala molekylära vägar om kemin är möjlig. Medan deras antibiotiska egenskaper mot vissa patogener är viktiga, kan orala antibiotika förpackade i lipidnanopartiklar minska kollateral skada på tarmmikrobiotan.

## Metallnanopartiklar
Ett starkt forskningsfokus har lagts på att trigga produktion av överskott av reaktiva syrearter (ROS) med hjälp av nanopartiklar som injiceras i bakterieceller. Närvaron av överdriven ROS kan stressa cellstrukturen vilket leder till skadat DNA/RNA, minskad membranaktivitet, störd metabol aktivitet och skadliga bireaktioner som genererar kemikalier som peroxider. ROS-produktion har generellt inducerats genom både metalloxid och positivt laddade metallnanopartiklar i cellen, såsom järnoxider och silver . Metallens positiva laddning attraheras av cellmembranets negativa laddning som den sedan lätt penetrerar. Redoxreaktioner äger rum i cellen mellan metallerna och syrehaltiga ämnen i cellen för att producera ROS. Andra nya tekniker inkluderar användning av kvantprickar såsom kadmiumtellurid, under en stark ljuskälla för att excitera och frigöra elektroner; denna process initierar ROS-produktion liknande nanopartiklarna av metall.

## Kolstrukturer
Kolnanostrukturer som grafenoxid (GO) ark, nanorör och fullerener har bevisade antimikrobiella egenskaper när de används synergistiskt med andra metoder. UV-strålning riktad mot GO-skivor stör bakteriecellsaktivitet och kolonitillväxt via ROS-produktion. Doping av nanorör eller fullerener med nanopartiklar av silver eller koppar kan också skada cellens förmåga att växa och replikera DNA. Nanorör och i synnerhet fullerener studeras som vattenhaltiga dispersioner snarare än polymerer, metaller eller andra traditionella torra fasta partiklar. Den exakta mekanismen som främjar denna synergi är inte klarlagd, men den tros vara kopplad till den unika ytkemin hos kolnanostrukturer (dvs det stora sidoförhållandet av kolnanorör, hög ytenergi i GO-ark). Mänskliga tillämpningar av kolnanomaterial har inte testats på grund av de okända potentiella farorna. Aktuell forskning om de cancerframkallande effekterna, om några, av kolnanostrukturer är fortfarande i sin linda och det finns därför ingen tydlig konsensus om ämnet.

## Läkemedelssynergier
Nanopartiklar kan förstärka effekterna av traditionella antibiotika som en bakterie kan ha blivit resistenta mot, och minska den lägsta inhibitoriska koncentrationen (MIC) som krävs för ett läkemedel. Silvernanopartiklar förbättrar aktiviteten av amoxicillin, penicillin och gentamicin i bakterier genom att förändra membranpermeabiliteten och förbättra läkemedelsleveransen. nanopartiklar i sig kan ha antimikrobiella egenskaper förstärkta eller inducerade med tillsats av organiska läkemedel. Guldpartiklar, även om de inte var antimikrobiella, upptäcktes uttrycka antimikrobiella egenskaper när de funktionaliserades med ampicillin. Utöver detta visade guldnanopartiklar förbättrad membranpermeabilitet med tillsats av 4,6-diamino-2-pyrimidenthiol (DAPT) och icke-antibiotiska aminer (NAA) till deras ytor.